# 沈淵
參數所指定的目標頁面不存在，建議更正成存在頁面或直接建立下列一個頁面（建立前請先搜尋是否有合適的存在頁面可以取代）：
- 南朝官员

沈淵（1535年—1577年），字子靜，號澄川，山東濟南府新城縣人，民籍，明朝政治人物。

## 生平
嘉靖四十年（1561年）辛酉科山東鄉試第十二名舉人。嘉靖四十四年（1565年）中式乙丑科會試第一百二十八名，三甲第八十一名進士。都察院观政，改翰林院庶吉士，隆慶元年（1567年）三月授本院检讨，六年八月升编修，万历元年（1573年）三月丁忧。三年十一月復除原官，四年六月升国子监司业，五年四月卒，得年四十三。

## 家族
曾祖沈俊；祖父沈宏；父沈雲鷹。嫡母周氏；生母黃氏。兄朝賓、源（冠帶儒士）、潭、周礼、弟学礼、瀾。子庭桂、庭楠。